# Twizell Castle

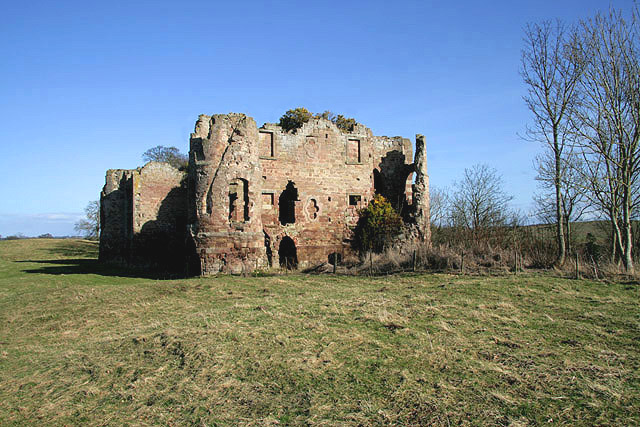
Twizell Castle

Twizell Castle (auch Twizel Castle) ist eine Ruine in einer Biegung des Till im Tillmouth Park, etwa 16 Kilometer südwestlich von Berwick-upon-Tweed in der englischen Grafschaft Northumberland. Das nie fertiggestellte Gebäude aus dem 18. Jahrhundert auf Basis eines mittelalterlichen Wohnturms gilt als Scheduled Monument und English Heritage hat es als historisches Bauwerk II*. Grades gelistet. Unterhalb der Ruine befindet sich die mittelalterliche Twizell Bridge über den Fluss. Das Gelände ist von einem Fußweg, der von der Straße aus an der Burgruine vorbeiführt, zu sehen. Im Garten der Ruine findet man Erdwerke des einstigen mittelalterlichen Dorfes Twizell.

## Die Burg

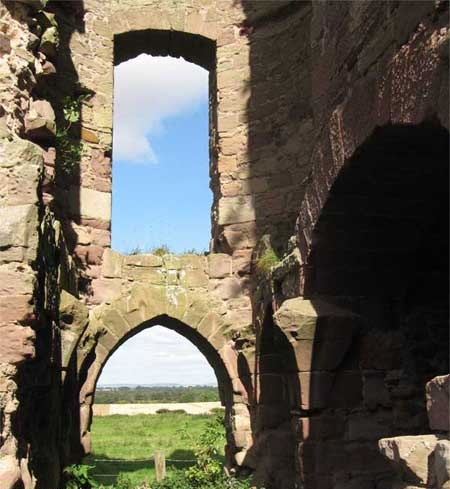
Ruine von Twizell Castle 2009

Ein mittelalterlicher Wohnturm stand 1415 auf dem Gelände und wurde von Sir John Heron gehalten. Er wurde 1496 von der schottischen Armee unter Führung von König Jakob IV. und Perkin Warbeck zerstört. Jakob IV. kehrte am 24. August 1513 auf seinem Weg zur Belagerung von Norham Castle zurück und hielt einen Rats- oder Parlamentssitzung in „Twesil“ oder „Twesilhaugh“ ab.
Das Anwesen wurde um 1520 von den Herons an ein Mitglied der Familie Selby verkauft. Ein Bericht von 1561 beschreibt nur Überreste eines Wohnturms und eine Barmkin (dt.: Einfriedung). Von diesen mittelalterlichen Gebäuden sind nur noch vermauerte Fenster, ein gefaster Eingang und die ursprünglichen, nordöstlichen Ecksteine erhalten.
1685 kaufte Sir Francis Blake († 1718) das Anwesen für £ 1944 und eine jährliche Pacht von £ 100 von der Witwe Selby. Die Familie Blake lebte dort bis 1738 und zog dann in die nahegelegene Tillmouth Hall um.
Ab etwa 1770 arbeitete Sir Francis Blake († 1780) an der Neuschaffung der Burg als neugotisches Landhaus nach Plänen den Architekten James Nesbit aus Kelso. Das neue Gebäude sollte fünf Stockwerke hoch werden, aber trotz 40 Jahren Bauzeit wurde dieses Projekt nie fertig. Als die Blakes 1882 ein neues Landhaus im Tillmouth Park bauen ließen, wurde ein großer Teil des unfertigen Twizell Castle abgerissen und die Bausteine wurden für den neuen Bau verwendet. Heute ist die noch zwei Stockwerke hohe Ruine eine Folly. Sie hat einen rechteckigen Grundriss mit Rundtürmen an den Ecken und zwei Flügeln auf der Nordseite. Die Kellerräume im Hauptblock sind aus Stein und mit Ziegelgewölben als Vorkehrung gegen Brände verkleidet.
Das Anwesen ist in schlechtem Erhaltungszustand und wurde daher 2008 offiziell in das Heritage-at-Risk-Register von English Heritage aufgenommen.